# Trasaghis
Trasaghis (Trasaghis in friulano standard, Trasagas nella variante locale) è un comune italiano di 2 081 abitanti del Friuli-Venezia Giulia.

## Geografia fisica
Trasaghis sorge a 217 m s.l.m. alla destra del fiume Tagliamento, ai piedi del monte Brancot (1.015 m) e del Montisel (<600 m). Oltre al capoluogo fanno parte del comune le frazioni di Alesso con l'estensione di Borgo Oncedis, Avasinis, Braulins e Peonis.

## Storia
Nel luglio 1944 il territorio di Trasaghis fu interessato dall'operazione Ataman, ovvero l'insediamento in Carnia di decine di migliaia di cosacchi (seguiti dalle loro famiglie) per volontà degli occupanti nazisti in funzione anti-partigiana. In seguito all'insediamento dei reparti cosacchi Trasaghis venne ribattezzata dai cosacchi Novorossijsk. Il 2 maggio 1945, a guerra ormai finita, la frazione Avasinis venne attaccata e parte della sua popolazione massacrata da parte di alcuni reparti tedeschi in ritirata. Complessivamente vennero assassinati 51 civili.
Il terremoto del 1976 distrusse in maniera grave il comune di Trasaghis. Crollò gran parte del paese, tra cui la chiesa principale dedicata a santa Margherita, di cui si è salvato soltanto il campanile e di cui sono conservate ancora oggi le rovine, mentre poco prima è stata ricostruita la nuova chiesa. Si salvò inoltre, anche se gravemente danneggiata, la chiesetta di S. Michele dei Pagani di Braulins, sorta probabilmente in epoca longobarda e restaurata dagli abitanti del castello di Bragolino nel secolo XIII (la piccola abside semicircolare, in pietra squadrata, presenta le caratteristiche delle costruzioni duecentesche).
A Peonis, dove è in fase di ricostruzione la nuova chiesa parrocchiale sotto progetto dell'architetto udinese Sergio Zanella, è conservato un affresco devozionale, in via Chianet: un trittico con le figure della Madonna con Bambino adorata da sant'Antonio da Padova al centro, e san Giovanni Battista a sinistra, e di san Domenico a destra. Risale alla seconda metà del Settecento ed è attribuito a Biagio Cestari, artista di Osoppo.
In tutto il territorio risorsero case e chiese distrutte durante il terremoto; tra i tanti edifici, da ricordare il municipio (arch. Arnaldo Zuccato) e la chiesa di San Bartolomeo ad Alesso, inaugurata nel 1988 sotto progetto dell'architetto Lorenzo Pevere; degno di nota è anche l'affresco dell'artista magiaro Mèszaros Gyorgj, realizzato nel 2000 sul soffitto della chiesa di San Nicolò di Avasinis.
Quest'ultima località fu piegata dall'eccidio del 2 maggio 1945 in cui vennero trucidati oltre cinquanta civili dalle truppe naziste in ritirata.

### Simboli
Lo stemma comunale è stato concesso con regio decreto del 16 febbraio 1928.
Il gonfalone, concesso con D.P.R. del 19 febbraio 1979, è un drappo di azzurro.

## Società

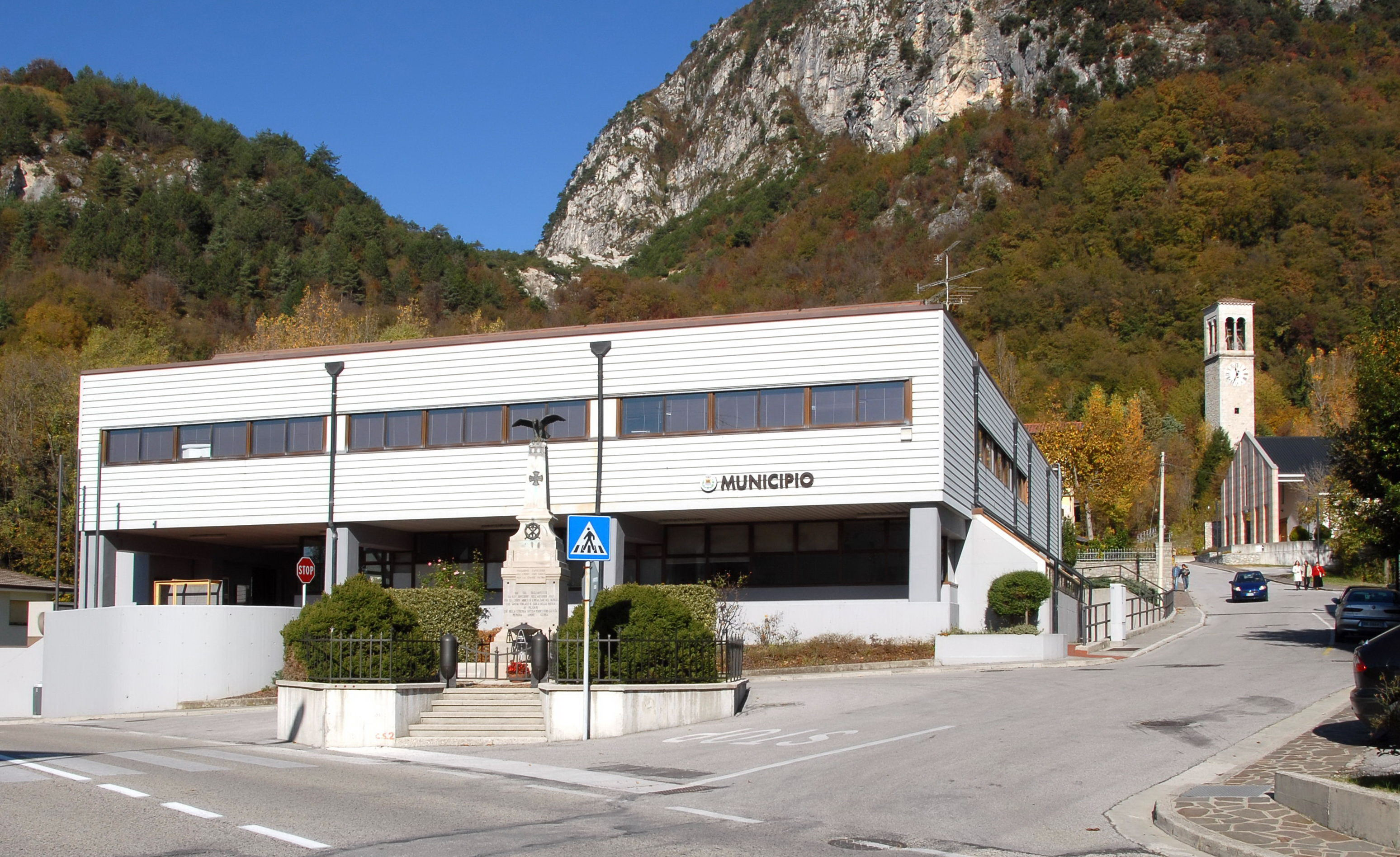
La chiesa nuova di Santa Margherita visibile sullo sfondo, poco dopo il campanile delle rovine della vecchia chiesa.

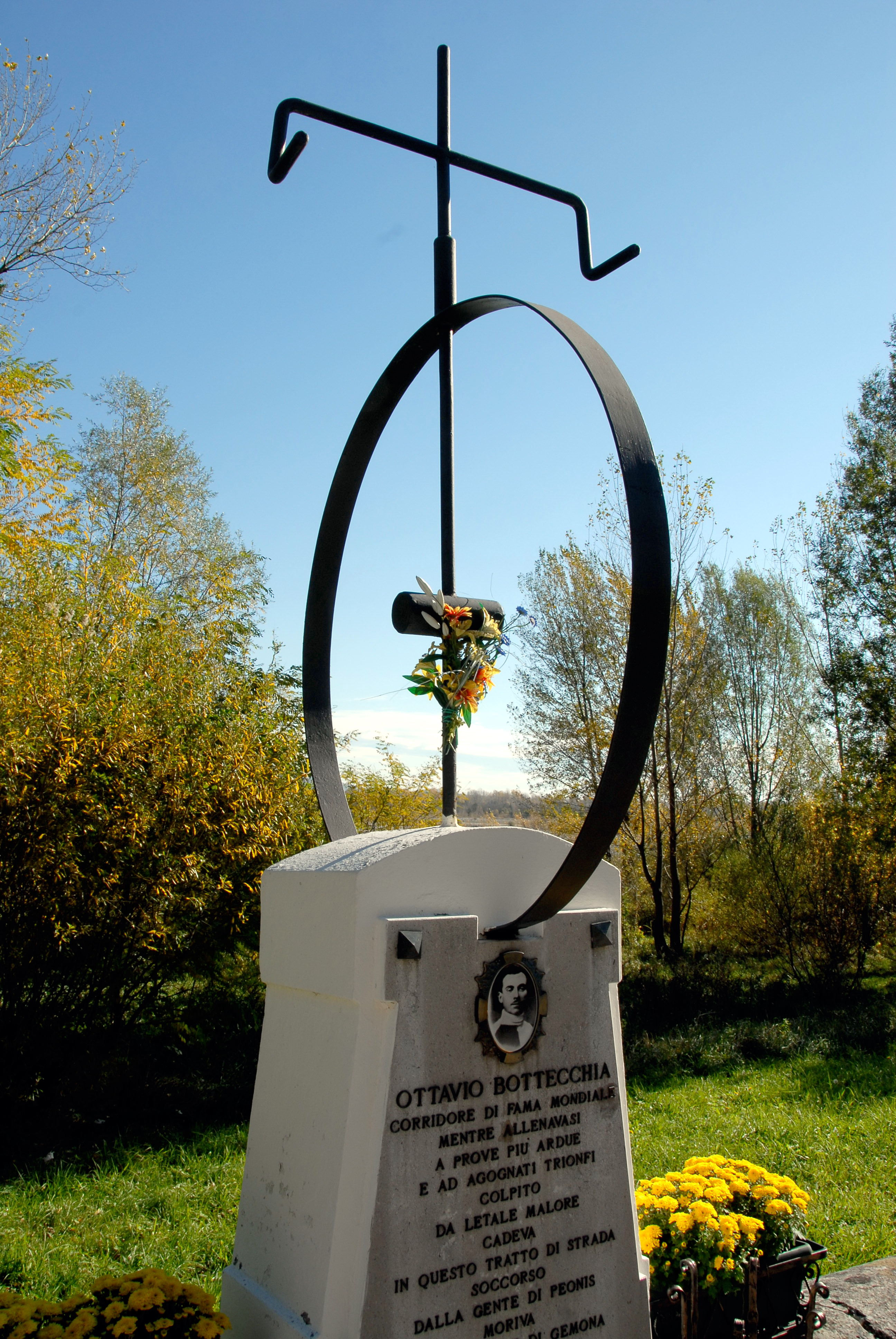
Monumento al ciclista Ottavio Bottecchia, morto in questo comune

### Evoluzione demografica
Abitanti censiti

### Lingue e dialetti
A Trasaghis, accanto alla lingua italiana, la popolazione utilizza la lingua friulana. Ai sensi della Deliberazione n. 2680 del 3 agosto 2001 della Giunta della Regione autonoma Friuli-Venezia Giulia, il Comune è inserito nell'ambito territoriale di tutela della lingua friulana ai fini della applicazione della legge 482/99, della legge regionale 15/96 e della legge regionale 29/2007.
La lingua friulana che si parla a Trasaghis rientra fra le varianti appartenenti al friulano centro-orientale.

## Cultura

### Cinema
Nel film C'eravamo tanto amati, di Ettore Scola del 1974 Stefania Sandrelli dice di provenire da Trasaghis vicino a Peonis.

### Eventi
Trasaghis ed in particolare la sua ridente frazione Avasinis, sono noti per la Festa del Lampone e del Mirtillo organizzata ogni anno dalla locale Pro Loco presieduta da Giuseppina Di Doi. I preziosi frutti di bosco che crescono selvatici lungo le irte e i falsopiani che circondano il paese di Avasinis vengono raccolti nelle albe d'estate dalle donne del paese che trasformano i lamponi e i mirtilli in confetture, grappe, sciroppi ed elisir conosciuti ed apprezzati già nel XIX secolo. Inoltre la festa dei 100 anni del ponte di Braulins che si festeggia a settembre organizzata dall'associazione "Noi di Braulins" che porta turisti da tutto il territorio. Oggi è denominata Festa del Ponte.
Ad Alesso invece, da qualche anno, l'amministrazione Comunale, organizza la sera del 14 agosto, uno spettacolare show di fuochi d'artificio sulle sponde del lago (Lago di Cavazzo). Uno spettacolo che con il passare degli anni, non solo è diventato un appuntamento quasi irrinunciabile per tantissima gente che arriva da ogni parte del Friuli e non solo, ma che per coreografia e durata, è forse uno dei più belli in assoluto di tutta la Regione.
La sagra del paesino di Trasaghis, è la sagra dei "cais", lumache, che vengono catturate sul colle Montisel e successivamente mangiate. Esse vengono cucinate in diversi modi; ma una delle altre attrazioni di questa sagra è la corsa dei cais, gratuita per qualsiasi età. Si tratta di una maratona, con lunghezze variabili in base al percorso. Si svolge nel territorio del comune di Trasaghis e alla fine vengono dati dei premi (in genere di basso valore), a scelta casuale.